# معهد إبراهيم ابو لغد للدراسات الدولية
معهد إبراهيم أبو لغد للدراسات الدولية أنشأ في جامعة بيرزيت عام 1998 لرعاية برنامج الماجستير الذي بدء العمل به لأول مرة عام 1994، ولقد تم إعادة تسمية المعهد عام 2002 على اسم مؤسسه الراحل الأستاذ الدكتور إبراهيم أبو لغد (1929 – 2001)، يعد المعهد من المؤسسات الفلسطينية المتخصصة في مجال الدراسات الدولية والتي تمنح درجة الماجستير في هذا الحقل. ويقدم البرنامج تركيزين فريدين من نوعهما في فلسطين، أولهما تركيز الهجرة القسرية واللاجئين وثانيهما الدبلوماسية. كما ويستضيف المعهد مشروع الأرشيف الفلسطيني في جامعة بيرزيت. ويوفر المعهد فرصاً وإمكانيات عديدة للطلبة والأكاديميين والمتخصصين في مجال الدراسات الدولية وكذلك لصانعي القرار الفلسطيني من خلال برامجه الأكاديمية المتمثلة بالأبحاث والمؤتمرات والندوات الدولية والمحلية ومن خلال مكتبته المتخصصة.

## رسالة المعهد ورؤيته
رسالة المعهد المساهمة في تحقيق التنمية السياسية في فلسطين وتطوير العمل السياسي والدبلوماسي من خلال تقديم برنامج أكاديمي متعدد التخصصات في الدراسات الدولية، وتنظيم برامج تدريبية متخصصة، وإنتاج بحثي متميز ومنافس محلياً ودولياً. ويساهم المعهد في التوعية المجتمعية عن طريق وسائل التواصل المختلفة والتشارك المعرفي من خلال التعاون المحلي والعربي والدولي.

## أعضاء الهيئة التدريسية
- د. عبد الكريم البرغوثي
- د. أحمد جميل عزم
- د. عبد الرحمن إبراهيم
- د. روجر هيكوك
- د. لورد حبش
- د. هلغا باومغارتن
- د. علي الجرباوي
- د. مجيد شحادة
- د. رائد بدر
- د. نديم امسيس

## البرنامج الأكاديمي
يقدم معهد إبراهيم أبو لغد للدراسات الدولية برنامجا دراسيا يؤدي إلى درجة الماجستير في الدراسات الدولية (البرنامج العام). يهدف البرنامج إلى المساهمة في رفع كفاءات الطلبة والباحثين والعاملين في المؤسسات الحكومية وغير الحكومية ذات العلاقة وذلك من خلال دراستهم لأهم النظريات المفسرة للعلاقات السياسية والاقتصادية بين الدول في سياقها التاريخي وفي إطار القانون الدولي الناظم لهذه العلاقات.
بالإضافة إلى البرنامج العام في الدراسات الدولية، فإن المعهد يمنح الفرصة للطلبة بالتركيز في دراسات الهجرة القسرية واللاجئين أو الدبلوماسية مما يعزز فهمهم المتخصص والمقارن للقضايا المرتبطة بموضوع التركيز بمنهجية أكاديمية علمية ويؤهلهم للتعامل معها.

## زمالة البحث والتطوع
يوفر معهد إبراهيم أبو لغد فرص زمالة بحث، حيث نهدف إلى تشجيع البحث الذي من شأنه أن يعود بالنفع والفائدة على عملنا في المعهد. الفلسفة التي تقف وراء هكذا مبادرة هي تزويد الباحثين والمتدربين إمكانية وفرصة إعداد أبحاث ذات علاقة في القضايا التي تصب في اهتمام وعمل المعهد، وخاصة تلك الأبحاث المتعلقة بالهجرة القسرية واللاجئين، الدبلوماسية، دراسات السلام واستراتيجيات حل الصراع والقانون الإنساني الدولي وحقوق الإنسان.
إن مثل هذه البرامج تساهم في مساعدة المعهد لتراكم معرفي وبحثي، ومنح طلبة المعهد للتعامل مع الباحثين وبالتالي تبادل الخبرات والتجارب، سيما أن فرص البحث تتوفر للباحثيين المحليين والدوليين. ويتعدى هذا التبادل بين الباحثين والطلبة ليشمل تبادل تقنيات ومهارات الكتابة الأكاديمية، القراءة التحليلية الناقدة. في الوقت نفسه، فإن وجود الباحثين في المعهد يساعدهم على جمع المعلومات والبيانات التي يحتاجونها. بالإضافة إلى أن وجود الباحثين ضمن بيئة المعهد تساعدهم في أبحاثهم المستقبلية لصياغة التوصيات ذات العلاقة، وذلك من منطلق الموائمة بين ما هو موجود على أرض الواقع والفرضيات والأطر النظرية والمفاهيمية التي يتسندون إليها في أبحاثهم وأعمالهم.